# Phoracantha recurva
Phoracantha recurva là một loài bọ cánh cứng trong họ Cerambycidae.